# Coupe de France de rugby à XIII 1981-1982
Navigation
Édition précédente Édition suivante
La Coupe de France de rugby à XIII 1981-1982 est la 44e édition de la Coupe de France, compétition à élimination directe mettant aux prises des clubs de rugby à XIII amateurs et professionnels affiliés à la Fédération française de jeu à XIII (aujourd'hui Fédération française de rugby à XIII).
En raison des sanctions liées à la finale du Championnat de France 1981, le XIII Catalan et Villeneuve-sur-Lot sont exclus pour cette édition de Coupe de France.

## Liste des équipes en compétition en huitièmes de finale
| \| SO Avignon AS Carcassonne FC Lézignan RC Saint-Gaudens La Réole XIII Tonneins XIII RC Carpentras SU Cavaillon AS Saint-Estève SM Pia US Le Pontet RC Albigeois Pamiers XIII Toulouse olympique XIII RC Roanne Villefranche XIII \| Clubs prenant part à la Coupe de France de rugby à XIII 1982. |
| SO Avignon AS Carcassonne FC Lézignan RC Saint-Gaudens La Réole XIII Tonneins XIII RC Carpentras SU Cavaillon AS Saint-Estève SM Pia US Le Pontet RC Albigeois Pamiers XIII Toulouse olympique XIII RC Roanne Villefranche XIII                                                                     |

## Tableau final
|  | Huitièmes de finale | Huitièmes de finale  |               |    | Quarts de finale | Quarts de finale |  |  | Demi-finales | Demi-finales |  |  | Finale     | Finale     |
|  | Huitièmes de finale | Huitièmes de finale  |               |    | Quarts de finale | Quarts de finale |  |  | Demi-finales | Demi-finales |  |  | Finale     | Finale     |
|  |                     |                      |               |    |                  |                  |  |  |              |              |  |  |            |            |
|  | à Montpellier       | à Montpellier        |               |    | à Limoux         | à Limoux         |  |  | à Perpignan  | à Perpignan  |  |  | à Narbonne | à Narbonne |
|  | à Montpellier       | à Montpellier        |               |    | à Limoux         | à Limoux         |  |  | à Perpignan  | à Perpignan  |  |  | à Narbonne | à Narbonne |
|  | Avignon             | 26                   |               |    | à Limoux         | à Limoux         |  |  | à Perpignan  | à Perpignan  |  |  | à Narbonne | à Narbonne |
|  | Avignon             | 26                   |               |    | à Limoux         | à Limoux         |  |  | à Perpignan  | à Perpignan  |  |  | à Narbonne | à Narbonne |
|  | Saint-Estève        | 9                    |               |    | à Limoux         | à Limoux         |  |  | à Perpignan  | à Perpignan  |  |  | à Narbonne | à Narbonne |
|  | Saint-Estève        | 9                    | Avignon       | 21 |                  |                  |  |  | à Perpignan  | à Perpignan  |  |  | à Narbonne | à Narbonne |
|  | à Toulouse          |                      | Avignon       | 21 |                  |                  |  |  | à Perpignan  | à Perpignan  |  |  | à Narbonne | à Narbonne |
|  |                     | Tonneins             | 9             |    |                  |                  |  |  | à Perpignan  | à Perpignan  |  |  | à Narbonne | à Narbonne |
|  | Tonneins            | Tonneins             | 9             | 17 |                  |                  |  |  | à Perpignan  | à Perpignan  |  |  | à Narbonne | à Narbonne |
|  | Tonneins            | à Salon-de-Provence  |               | 17 |                  |                  |  |  | à Perpignan  | à Perpignan  |  |  | à Narbonne | à Narbonne |
|  | Pia                 | 7                    |               |    |                  |                  |  |  | à Perpignan  | à Perpignan  |  |  | à Narbonne | à Narbonne |
|  | Pia                 | 7                    | Avignon       | 19 |                  |                  |  |  |              |              |  |  | à Narbonne | à Narbonne |
|  | à Perpignan         |                      | Avignon       | 19 |                  |                  |  |  |              |              |  |  | à Narbonne | à Narbonne |
|  |                     | Lézignan             | 5             |    |                  |                  |  |  |              |              |  |  | à Narbonne | à Narbonne |
|  | Lézignan            | Lézignan             | 5             | 21 |                  |                  |  |  |              |              |  |  | à Narbonne | à Narbonne |
|  | Lézignan            | à Villeneuve-sur-Lot |               | 21 |                  |                  |  |  |              |              |  |  | à Narbonne | à Narbonne |
|  | Le Pontet           | 20                   |               |    |                  |                  |  |  |              |              |  |  | à Narbonne | à Narbonne |
|  | Le Pontet           | 20                   | Lézignan      | 35 |                  |                  |  |  |              |              |  |  | à Narbonne | à Narbonne |
|  | à Lézignan          |                      | Lézignan      | 35 |                  |                  |  |  |              |              |  |  | à Narbonne | à Narbonne |
|  |                     | Cavaillon            | 26            |    |                  |                  |  |  |              |              |  |  | à Narbonne | à Narbonne |
|  | Cavaillon           | Cavaillon            | 26            | 15 |                  |                  |  |  |              |              |  |  | à Narbonne | à Narbonne |
|  | Cavaillon           | à Toulouse           |               | 15 |                  |                  |  |  |              |              |  |  | à Narbonne | à Narbonne |
|  | Albi                | 8                    |               |    |                  |                  |  |  |              |              |  |  | à Narbonne | à Narbonne |
|  | Albi                | 8                    | Avignon       | 18 |                  |                  |  |  |              |              |  |  |            |            |
|  | à Saint-Estève      |                      | Avignon       | 18 |                  |                  |  |  |              |              |  |  |            |            |
|  |                     | Carcassonne          | 12            |    |                  |                  |  |  |              |              |  |  |            |            |
|  | Carcassonne         | Carcassonne          | 12            | 8  |                  |                  |  |  |              |              |  |  |            |            |
|  | Carcassonne         |                      |               | 8  |                  |                  |  |  |              |              |  |  |            |            |
|  | Pamiers             | 2                    |               |    |                  |                  |  |  |              |              |  |  |            |            |
|  | Pamiers             | 2                    | Carcassonne   | 17 |                  |                  |  |  |              |              |  |  |            |            |
|  | à Carcassonne       |                      | Carcassonne   | 17 |                  |                  |  |  |              |              |  |  |            |            |
|  |                     | La Réole             | 14            |    |                  |                  |  |  |              |              |  |  |            |            |
|  | La Réole            | La Réole             | 14            | 12 |                  |                  |  |  |              |              |  |  |            |            |
|  | La Réole            | à Pia                |               | 12 |                  |                  |  |  |              |              |  |  |            |            |
|  | Roanne              | 7                    |               |    |                  |                  |  |  |              |              |  |  |            |            |
|  | Roanne              | 7                    | Carcassonne   | 12 |                  |                  |  |  |              |              |  |  |            |            |
|  | à Albi              |                      | Carcassonne   | 12 |                  |                  |  |  |              |              |  |  |            |            |
|  |                     | Saint-Gaudens        | 5             |    |                  |                  |  |  |              |              |  |  |            |            |
|  | Saint-Gaudens       | Saint-Gaudens        | 5             | 26 |                  |                  |  |  |              |              |  |  |            |            |
|  | Saint-Gaudens       |                      |               | 26 |                  |                  |  |  |              |              |  |  |            |            |
|  | Toulouse            | 8                    |               |    |                  |                  |  |  |              |              |  |  |            |            |
|  | Toulouse            | 8                    | Saint-Gaudens | 31 |                  |                  |  |  |              |              |  |  |            |            |
|  | à Barcarès          |                      | Saint-Gaudens | 31 |                  |                  |  |  |              |              |  |  |            |            |
|  |                     | Carpentras           | 11            |    |                  |                  |  |  |              |              |  |  |            |            |
|  | Carpentras          | Carpentras           | 11            | 16 |                  |                  |  |  |              |              |  |  |            |            |
|  | Carpentras          |                      |               | 16 |                  |                  |  |  |              |              |  |  |            |            |
|  | Villefranche        | 10                   |               |    |                  |                  |  |  |              |              |  |  |            |            |
|  | Villefranche        | 10                   |               |    |                  |                  |  |  |              |              |  |  |            |            |

## Finale
(mt : )
Points marqués :
- Avignon : 5 essais de Béraudo (25e et 70e), Balleroy (31e et 45e) et ? ; 1 pénalité de Savonne (6e).
- Carcassonne : 2 essais d'Alard (54e) et Moya (76e) ; 1 transformations de Moya (54e) ; 2 pénalités de Moya (4e et 64e).

Évolution du score : 0-2, 2-2, 5-2, 8-2, 11-2,  
Arbitre : M. Cerda (Roussillon)
Spectateurs : 6 000
Composition des équipes :
- Avignon : Jacques Guigue - Jean Chabaud, Yves Rouqueirol, Jean-Paul Dumas, Didier Savonne - Jean-Marc Balleroy (o), Philippe Jean (m) - Trevor Priestley, Guy Chacon, Alain Frattini, Hervé Bonet, Gilbert Caillol, Jean Béraudo - Bernard Echampe, Daniel Giacomoni - Entraîneur : Jean Rouqueirol
- Carcassonne : Jean-François Da Ré - José Moya, Didier Bernard, Philippe Sokolow, Alphonse Caravaca - Knight (o), Guy Alard (m) - Joseph Folch, Régis Escamillas, Guy Garcia, Marc Palanques, Thierry Buttignol - Gérard Barrau, Patrick Trinque - Entraîneur : Jean Cabrol